# مفارقة التصويت

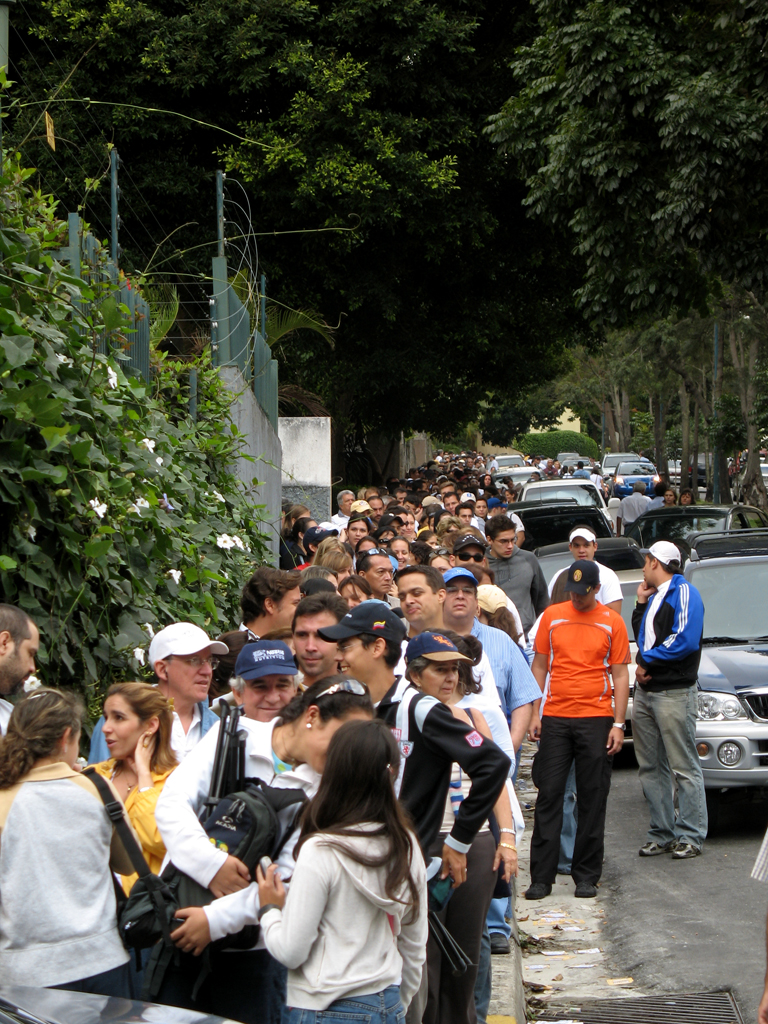

إن البردية 12 (بطريقة ترقيم غريغوري ألاند)، α 1033 (بطريقة ترقيم سودين)، والتي تم تحديدها بالرمز {\displaystyle {\mathfrak {P}}}12, هي عبارة عن نسخة قديمة من العهد الجديد باللغة اليونانية. وهي عبارة عن مخطوطة من ورق البردي حول رسالة إلى العبرانيين، والتي تحتوي فقط على فقرة العبرانيين 1:1. وقد تم تحديد المخطوطة باستخدام علم الخطاطة إلى حوالي 285. فقد تكون تمرينًا على الكتابة أو تميمة.

## الوصف
في الجزء العلوي من العمود الثاني، قام كاتب آخر بصياغة فقرة العبرانيين 1:1 في ثلاثة سطور. وقد تمت كتابتها بخط يدوي أنسيال صغير. وفي الصفحة الخلفية من هذا المخطوط، قام كاتب آخر بصياغة فقرة التكوين 1:1-5 وفقًا لترجمة السبعونيةa.
النص
πολυμερως κ πολυ[τρο]πως
παλε ο θς λαλήσ[α]ς το[ις π]ατρα
σ[ι] ημ[ω]ν εν τοις προ[φηταις]
يوجد هنا خطأ بالحروف المتحركة المتقاربة (παλε بدلاً من παλαι)، والأسماء المقدسة المستخدمة(θς).
ربما يكون النص اليوناني لهذه المخطوطة يمثل النص الإسكندراني، ولكن النص قصير للغاية للتأكد من ذلك. وقد وضعها ألاند ضمن الصنف الأول.
ذلك يدعم الاختلاف النصي مع ημων كما هو الحال في مخطوطات {\displaystyle {\mathfrak {P}}}46c a t v vgmss syrp.

## معلومات تاريخية
قام كل من جرينفل وهانت باكتشاف المخطوطة عام 1897.
وهي توجد حاليًا في متحف ومكتبة مورغان (Pap. Gr. 3; P. Amherst 3b) في مدينة نيويورك.

## كتابات أخرى
- B. P. Grenfell & A. S. Hunt, The Amherst Papyri I, (London 1900), pp. 30–31. (P. Amherst 3 b).
- Gregory، Caspar René (1908). Die griechischen Handschriften des Neuen Testament. Leipzig: J.C. Hinrichs’sche Buchhandlung. ص. 47.